# Мартынов, Виктор Георгиевич
Ви́ктор Гео́ргиевич Марты́нов (род. 25 августа 1953, Москва) — экономист, кандидат геолого-минералогических наук, профессор, доктор экономических наук, академик Российской академии Образования. С 2008 ректор РГУ нефти и газа (НИУ) имени И. М. Губкина. Член совета директоров ПАО «Газпром» (с 2013). Председатель совета директоров «Русснефти». Член совета директоров ПАО НК «Роснефть» (с 2023). Действительный член РАО (2023).

## Биография
Трудовая деятельность после окончания института связана с научной и преподавательской работой в университете.
1975—1977 — стажёр-исследователь, инженер МИНХ и ГП имени И. М. Губкина;
1977—1980 — заведующий отделом студенческой молодёжи Октябрьского РК ВЛКСМ;
1980—1988 — младший, старший научный сотрудник;
1988—2000 — директор Центрального межотраслевого института повышения квалификации руководящих работников и специалистов нефтегазовых отраслей промышленности по новым направлениям развития техники и технологии при МИНХ и ГП имени И. М. Губкина (с 1991 года Учебно-исследовательский центр повышения квалификации ГАНГ имени И. М. Губкина).
1999—2008 — проректор, первый проректор РГУ нефти и газа им И. М. Губкина.
С 2008 — ректор РГУ нефти и газа (НИУ) имени И. М. Губкина.

## Общественная деятельность
- Председатель ученого совета университета.
- Член диссертационных советов по защите диссертаций Д 212.200.05 и Д 212.200.13.
- Главный редактор сборника «Труды Российского государственного университета нефти и газа имени И. М. Губкина».
- Член Координационного совета по области образования «Инженерное дело, технологии и технические науки».
- Действительный член Международной академии наук высшей школы (2006) .
- Действительный член Российской академии естественных наук по секции нефти и газа.
- Действительный член Академии горных наук (2014).
- Руководитель рабочей группы «газовая отрасль и нефтегазохимия» Общественного Совета при Минэнерго.
- Член Совета директоров ПАО «Газпром» (с 2013)[3].
- Член Высшего горного совета НП «Горнопромышленники России».
- Председатель Технического Комитета по стандартизации продукции нефтехимического комплекса (ТК 160 Федерального агентства по техническому регулированию и метрологии).
- Президент Московской просветительской общественной организации «Знание».
- Председатель Центрального правления межрегиональной общественной организации «Научно-техническое общество нефтяников и газовиков имени академика И. М. Губкина».
- Президент Межгосударственной Ассоциации Последипломного Образования (МАПДО).
- Вице-президент Ассоциации инженерного образования России.
- Член Регионального Наблюдательного совета SPE по России и Странам Каспийского Региона.
- Член Совета директоров ПАО НК «Русснефть» (с 2016)

### Политические взгляды
- Доверенное лицо В. В. Путина.
- В сентябре 2016 года стал доверенным лицом партии «Единая Россия» на выборах в Государственную думу VII созыва.

## Санкции
28 октября 2022 года, из-за вторжения России на Украину, внесён в санкционный список Канады «соратников режима» за «роль в содействии или поддержке неспровоцированного и неоправданного вторжения России в Украину». Также находится под санкциями Украины и Великобритании.

## Награды и звания
- Почетный знак ЦК ВЛКСМ «За активную работу в комсомоле» (1981).
- Знак ВЦСПС «За активную работу в профсоюзах» (1986).
- Серебряная медаль ВДНХ СССР (1989).
- Медаль «В память 850-летия Москвы» (1997).
- Лауреат премии НТО имени И. М. Губкина (2002, 2008).
- Медаль «За заслуги в проведении Всероссийской переписи населения» (2004, 2010).
- Медаль общества «Знание» России «Подвижник просвещения» (2011).
- Почетная грамота Московской городской Думы (2011)[8].
- Лауреат премии Правительства РФ в области науки и техники (2011).
- Президентом Социалистической Республики Вьетнам В. Г. Мартынов награждён Орденом Дружбы (2012).
- Юбилейный знак республики Саха (Якутия) (2012).
- Международным союзом научных и инженерных общественных объединений награждён дипломом и медалью «Инженер десятилетия» (2012).
- Почетный знак имени С. И. Вавилова за активное участие в научно-просветительском движении (2012).
- Медаль МЧС России «За сотрудничество во имя спасения» (2012).
- Премия Правительства Российской Федерации в области образования 2013 года (12 ноября 2013) — за работу «Многоуровневая система подготовки высококвалифицированных кадров в области диагностики и ремонта газотранспортных систем»
- Медаль Министерства обороны Российской Федерации «За укрепление боевого содружества» (2015).
- Медаль МЧС России «За пропаганду спасательного дела» (2015).
- Почётный знак РАЕН «Звезда Академии II степени» (2015).
- Медаль Министерства обороны Российской Федерации «За трудовую доблесть» (2016).
- Серебряная медаль имени А. Х. Мирзаджанзаде Российской Академии естественных наук (2017)[9].
- Нагрудный знак «Диалог и партнерство» общероссийского профессионального союза работников нефтяной, газовой отраслей промышленности и строителей (2017 г.)
- Золотая медаль Петра Капицы РАЕН (2017 г.)
- Медаль Министерства энергетики Республики Казахстан (2018 г.)
- Благодарственное письмо Министерства образования и науки РФ (2018 г.)
- Медаль Республики Казахстан имени Назир Терекулов (2018 г.)
- Медаль имени С. Я. Батышева РАО (2018 г.)
- Юбилейная медаль КазМунайГаз «40 лет заводу» (2018 г.)
- Медаль «100 лет военному комиссариату г. Москвы» (2018 г.)
- Памятная медаль «Генерал-полковник В. В. Никитина» Министерства обороны РФ (2019 г.)
- Юбилейная медаль «250 лет единения Ингушетии с Россией» (2020 г.)
- Памятная медаль «100 лет Энергетической стратегии России» горного совета НП «Горнопромышленники России» (2020 г.)
- Медаль Министерства обороны РФ «Генерал Армии Хрулев» (2020 г.)
- Орден «Достык» II степени Республики Казахстан (2020 г.)
- Медаль 90 лет с войсками и для войск (УВЦ) (2020 г.)
- Нагрудный знак «30 лет образования Нефтегазстройпрофсоюза России» (2020 г.)
- Орден «Полярная Звезда» Республики Монголия (2021 г.)
- Медаль Научно-технического общества нефтяников и газовиков имени академика И. М. Губкина (2021 г.)
- Медаль Министерства обороны РФ «Генерал-полковник Никитин» (2022 г.)
- Медаль Союза нефтегазопромышленников России «300 лет российской нефти» (2022 г.)
- Орден 100 лет АО «Эмбамунайгаз» (Казмунайгаз) (2022 г.)
- Патриарший знак святой великомученицы Варвары (2022 г.)
- Медаль Грайфера I степени Союза нефтегазопромышленников России (2022 г.)
- Благодарность Минобрнауки России за содействие в решении задач, возложенных на Министерство науки и высшего образования РФ (2022 г.)
- Золотая медаль «Фонда Байбакова» за высокие достижения в области высшего образования (2023 г.)
- Почетная грамота ООО «Газпром ВНИИГАЗ» к 70-летнему юбилею (2023 г.)
- Золотая медаль «За достижения в науке» Российской академии образования (2023 г.)
- Почетная грамота ПАО «Газпром» (2023 г.)
- Памятная медаль «170 лет Шухову» (2023 г.)
- Памятная юбилейная медаль МВД России «100 лет международному полицейскому сотрудничеству» (2023 г.)
- Почетный знак Академии (РАО) за заслуги в развитии науки и экономики России (2024 г.)
- Юбилейная медаль в честь 125-летия Казахстанской нефти (2024 г.)
- Нагрудный знак «Горнопромышленники России — 25 лет» (2024 г.)
- Благодарственное письмо ООО «Газпром переработка» (2024 г.)
- Благодарственное письмо ООО «Газпром нефтехим Салават» (2024 г.)
- Памятная медаль в честь 20-летия Российских студенческих отрядов (2024 г.)
- Памятная медаль «Всемирный фестиваль молодежи 2024 года» (2024 г.)
- Благодарственное письмо ООО «ИНК» (2024).
- Благодарственное письмо заместителя Министра Минобрнауки России (2024).

Звания:
- Почётный работник газовой промышленности (2000).
- Почётный работник ТЭК (2003).
- Почётный работник высшего профессионального образования РФ (2003).
- Почётный разведчик недр (2009).
- Действительный член РАО (2023).
- Заслуженный работник высшей школы Российской Федерации (2014)[10].
- доцент (1991)
- профессор (2004)

## Патенты на изобретения
- Интерактивная автоматизированная система обучения[источник не указан 2505 дней].
- WITSMLPresForecast: определение и прогноз аномально-высоких пластовых давлений по данным геолого-технологического мониторинга в формате «Wellsite information transfer standard markup language» (WITSML)[источник не указан 2505 дней]
- Устройство воздушного базирования для геомониторинга активизации опасных геодинамических процессов верхней части геологического разреза (2017).